# Passalozetes nesebarensis
Passalozetes nesebarensis är en kvalsterart som beskrevs av Jiri Vanek 1966. Passalozetes nesebarensis ingår i släktet Passalozetes och familjen Passalozetidae. Inga underarter finns listade i Catalogue of Life.